# José Horácio Costa
José Horácio Costa (Recife, 16 de dezembro de 1859 — Rio de Janeiro, 6 de junho de 1922) foi um político brasileiro.

## Biografia
Formado pela Faculdade de Direito do Recife em 1885 por dois anos. Foi professor de francês do Liceu de Artes e Ofícios e da Escola Normal mantida pela Sociedade Propagadora da Instrução Pública
Foi vice-presidente do estado do Espírito Santo, indicado pelo presidente brasileiro Deodoro da Fonseca. Substituto legal do presidente Afonso Cláudio de Freitas Rosa, também indicado por Deodoro da Fonseca, governou o estado de 7 de janeiro a 9 de setembro de 1890.
Em abril de 1892 instalou-se uma nova Constituinte, eleita sob a junta governativa e, uma vez aprovada a Constituição estadual, foi escolhido presidente do estado José de Melo Carvalho Muniz Freire, empossado em 3 de maio. Pouco depois, em agosto, foram realizadas eleições para ocupar duas vagas de deputado federal criadas pela Constituição de 1891, que aumentou o número mínimo de deputados por estado de dois para quatro, e foi um dos eleitos, exercendo o mandato entre 1892 e 1894.
Morreu na cidade do Rio de Janeiro, no dia 6 de junho de 1922, aos 62 anos de idade.
Era casado com Maria Alexandrina Rebelo Costa, filha de José Camilo Ferreira Rebelo e Alexandrina Maria do Couto Rebelo; o casal teve sete filhos.